# 布氏田鼠
布氏田鼠（学名：Lasiopodomys brandtii）为仓鼠科毛足田鼠属的动物。在中国大陆，分布于黑龙江、河北、内蒙古、吉林等地，多见于草原（禾本科草原为主）。该物种的模式产地在蒙古。